# ダニエル・C・ドラッカー
ダニエル・C・ドラッカー(Daniel C. Drucker、1918年6月3日 - 2001年9月1日)は、アメリカ合衆国の土木工学者、機械工学者であり、1960年から1961年に歪み解析学会（現在の実験力学会）の会長、1973年から1974年にアメリカ機械学会の会長、1981年から1982年にアメリカ力学会の会長を務めた。
応用力学分野の塑性理論の権威として知られ、この分野で、ドラッカーの安定性仮説やドラッカー・プラーガーの降伏条件等で記述される材料の安定性理論への貢献で知られる。

## 伝記

### 生い立ちと教育
ニューヨークで生まれた。父のモーゼス・アブラハム・ドラッカーは土木工学者で、彼は父の足跡を継ぎたいと望んでいた。
コロンビア大学に通い、1938年に土木工学の学士号を取得した。1940年には、レイモンド・ミンドリンの下で、機械工学の博士号を授与された。

### キャリアと受賞
1946年からイリノイ大学の工学部長になる1968年まで、ブラウン大学で教鞭をとった。1984年にイリノイ大学を辞し、1994年に引退するまで、フロリダ大学大学院の教授を務めた。
歪み解析学会（現在の実験力学会）から、1967年にMurray Lecture and Award、1969年にseventh Honorary Member、1971年にFrocht Awardを受賞し、またフェローにも選ばれた。1988年にはアメリカ国家科学賞を受賞した。全米技術アカデミー、アメリカ芸術科学アカデミーの会員にも選ばれている。アメリカ機械学会が授与するドラッカーメダルは、彼の名誉を称えて1998年に創設され、第1回の受賞者となった。また同会のティモシェンコ・メダルを1983年に受賞している。

## 死去
2001年9月1日にフロリダ州ゲインズビルで、白血病で死去した。

## 主な論文
- An evaluation of current knowledge of the mechanics of brittle fracture
- Constitutive relations for finite deformation of polycrystalline metals : proceedings of the IUTAM Symposium, held in Beijing, China, July 22–25, 1991
- Fracture of solids : proceedings of an international conference sponsored by the Institute of Metals Division, American Institute of Mining, Metallurgical, and Petroleum Engineers, Maple Valley, Washington, August 21–24, 1962
- Introduction to mechanics of deformable solids
- Macroscopic fundamentals in brittle fracture, 1967:
- Mechanics of material behavior, 1983:
- On fitting mathematical theories of plasticity to experimental results
- Plastic design methods - advantages and limitations
- Stress analysis by three-dimensional photoclastic methods
- Stress-strain relations in the plastic range : a survey of theory and experiment